# 김동진 (1992년)
김동진(한국 한자: 金東珍, 1992년 12월 28일 ~ )은 대한민국의 축구 선수이며 포지션은 수비수이다. 현 K리그2 FC 안양에서 활약하고 있다.

## 클럽 경력
2014년 드래프트를 통해 대구 FC에 입단하였다.
2021 시즌을 앞두고 경남 FC로 이적하였다.
2022시즌을 앞두고 FC 안양에 입단했다.

## 국가대표 경력
2009년 대한민국 U-17 대표팀 소속으로 FIFA U-17 월드컵에 출전하였다.

## 논란

### 2021년 방역수칙 위반 논란
2021년 10월 31일, 경기에서 0-5로 대패한 후 11월 1일 새벽에 대구 동성로에서 박한빈, 정승원, 황순민 등과 함께 만취 상태로 마스크를 착용하지 않은 채 큰소리를 지르고 지나가는 여성을 헌팅하는 등 방역 수칙을 지키지 않은 채로 할로윈 데이를 즐겨 물의를 일으켰다. 대구 FC는 징계위원회를 열어 잔여 경기 출장 정지와 벌금 처분을 내렸다.
그 후, 2021년 12월 1일에 프로축구연맹으로부터 경고의 징계를 받았다.